# Miquel Missé Sánchez
Miquel Missé Sánchez (Barcelona, 1986) és un sociòleg i escriptor català, activista pels drets del col·lectiu transgènere i transsexual, englobats dins del moviment LGBTQ+.
Va estudiar sociologia a la Universitat Autònoma de Barcelona. Ha participat en diversos col·lectius de lluita trans i ha estat membre actiu de la Xarxa Internacional per la Despatologització Trans, així com a dinamitzador de la campanya internacional Stop Trans Pathologization, el 2012. Ha editat el llibre El gènere desordenat (2010), juntament amb Gerard Coll Planas. Com a sociòleg, ha treballat en la investigació Transitant per les fronteres del gènere (Observatori Català de la Joventut, 2009), en els projectes de diagnòstic i elaboració participativa del Pla Municipal per al col·lectiu LGTB de l'Ajuntament de Barcelona i en el projecte europeu Against Homophobia European Local Administration Devices. Des del gener del 2019, Miquel Missé realitza entrevistes sobre la diversitat i el gènere al programa Terrícoles de betevé. També col·labora amb el programa de ràdio Vostè primer, de RAC1.

## Publicacions
- A la conquesta del cos equivocat, Egales, 2019. ISBN 9788417319724.
- Sexualitats s. XX/BCN: guia d'història urbana, Museu d'Història de Barcelona, 2018. OCLC 1224247849 (autoria conjunta amb Gerard Coll-Planas, Leopold Estapé Amat i Colita).
- Políticas trans: una antología de textos desde los estudios trans norteamericanos, Egales, 2015. ISBN 9788416491346 (autoria conjunta amb Pol Galofre, Susan Stryker, Sandy Stone, Leslie Feinberg, Riki Anne Wilchins, Kate Bornstein, Patrick Califia-Rice, Cressida J. Heyes i Julia Serano).
- Transsexualitats. Altres mirades impossibles, Editorial Universitat Oberta, 2012. ISBN 9788493999513.
- El Género desordenado: críticas en torno a la patologización de la transexualidad, Egales, 2010, ISBN 9788492813209 (autoria conjunta amb Gerard Coll-Planas).
- Estratègies, trajectòries i aportacions de joves trans, lesbianes i gais, Generalitat de Catalunya, 2009. ISBN 9788439379829 (autoria conjunta amb Gerard Coll-Planas i Gemma Bustamante).